# Мунтерс, Карл
Карл Мунтерс (швед. Carl Munters; 22 марта 1897, Ярна, лен Даларна, Швеция — 29 марта 1989) — шведский инженер, изобретатель и предприниматель. Член Шведской Королевской инженерной академии (с 1959).

## Биография
После окончания средней школы в Стокгольме,  в 1917 году поступил на флот. В 1918 году поступил в Королевский технологический институт, где изучал кораблестроение. Во время учёбы в 1922 году вместе с другим сокурсником Бальцаром фон Платеном разработал абсорбционный холодильник. Изобретение было запатентовано в 1923 году. В 1925 году изобретатели получили премию Полхейма.
В том же году основатель компании Electrolux А. Веннер-Грен увидел значительный потенциал в разработке Карла Мунтерса и Бальтазара фон Платена и вложил в неё собственные средства. Так появился первый в мире абсорбционный холодильник, который работал на газе, керосине или электричестве. Уже к 1936 году Electrolux произвёл свой миллионный холодильник.
В 1925 году они продали патентные права А. Веннер-Грену, за которые получили 560 000 шведских крон и роялти около 0,50 шведских крон за каждый проданный холодильник. До 1927 года Б. фон Платен и К. Мунтерс работали над совершенствованием своего изобретения.
В 1955 году К. Мунтерс основал собственную компанию Munters, ныне мировой лидер в производстве систем сорбционного осушения, испарительного увлажнения и охлаждения воздуха. Технологии, на которых основаны сегодняшние продукты и услуги компании, явились результатом его обширных исследований основных принципов тепло- и влагопередачи.
В 1940 году он купил виллу в Стоксунде, после продажи которой в 1970 году переехал со своей семьей в Швейцарию.